# Вроновиці (Малопольське воєводство)
Вроновиці (пол. Wronowice) — село в Польщі, у гміні Лососіна-Дольна Новосондецького повіту Малопольського воєводства.
Населення — 274 особи (2011).
У 1975-1998 роках село належало до Новосондецького воєводства.

## Демографія
Демографічна структура станом на 31 березня 2011 року:
|          | Загалом | Допрацездатний вік | Працездатний вік | Постпрацездатний вік |
| -------- | ------- | ------------------ | ---------------- | -------------------- |
| Чоловіки | 141     | 32                 | 96               | 13                   |
| Жінки    | 133     | 40                 | 75               | 18                   |
| Разом    | 274     | 72                 | 171              | 31                   |